# Malo Ubeljsko
Malo Ubeljsko is een plaats in Slovenië en maakt deel uit van de gemeente Postojna in de NUTS-3-regio Notranjskokraška. De plaats telde 58 inwoners op 1 januari 2020.